# Das Dorf ohne Glocke
Das Dorf ohne Glocke ist ein operettenhaftes Singspiel in drei Akten von Eduard Künneke ohne Chor und Ballett. Das Libretto verfasste August Neidhart. Als Vorlage diente ihm eine ungarische Legende von Árpád Pásztor. Uraufführung war am 5. April 1919 am Friedrich-Wilhelmstädtischen Theater in Berlin.

## Orchester
Zwei Flöten, zwei Oboen, zwei Klarinetten, zwei Fagotte, vier Hörner, zwei Trompeten, drei Posaunen, Schlagwerk und Streicher

## Handlung
Das Werk spielt im 18. Jahrhundert in einem Dorf in Siebenbürgen mit überwiegend deutschstämmiger Bevölkerung. Einziges Bild: Dorfplatz mit Pfarrhaus, Wirtshaus, Kirche und Linde
Seit dem letzten Türkenkrieg ist es den Dorfbewohnern nicht mehr vergönnt, von einer Glocke zur Messe gerufen zu werden. Der bei seiner Gemeinde äußerst beliebte Pfarrer Benedikt bedauert dies besonders und hat schon oft auf den Missstand hingewiesen. Jetzt, da er sein 50-jähriges Priesterjubiläum zu feiern gedenkt, wollen ihm seine Schäfchen eine besondere Freude bereiten. Unter großen Entbehrungen haben sie im zurückliegenden Jahr 500 Gulden gesammelt. Sie übergeben ihm den Betrag, damit er davon eine Glocke kaufe, die er selbst aussuchen dürfe.
Schmiedegeselle Peter ist mit Eva verlobt. Leider hat er mit der Suche nach einer Stelle kein Glück. Wie soll er da einmal eine Familie ernähren, wenn das Geld kaum ausreicht, um sich selbst ernähren zu können? Also entschließt er sich, die Verlobung zu lösen und auszuwandern. Pfarrer Benedikt ist diese Misere zu Ohren gekommen. Weil er für den Burschen großes Mitleid empfindet, schenkt er ihm die 500 Gulden, damit er sich davon eine selbständige Existenz aufbauen könne. 
Als nach einiger Zeit immer noch keine Glocke vom Kirchturm erklingt, beginnen die Dorfbewohner misstrauisch zu werden. Irgendetwas scheint hier nicht zu stimmen. Es verbreiten sich wilde Gerüchte. Auch dem Schmied des Dorfes wird so eines zugetragen, das aber nur die halbe Wahrheit enthält. Weil er Pfarrer Benedikt besonders ins Herz geschlossen hat, will er ihm aus seiner Notlage helfen. Der Schmied hat im Laufe seines Lebens genug erwirtschaftet, um sich bald zur Ruhe setzen zu können. Nun soll eben der Ruhestand früher als geplant kommen. Er beschließt deshalb, seine Werkstatt zu verkaufen. Ein Kaufinteressent ist auch gleich gefunden: Es ist der Schmiedegeselle Peter. Als dieser dem Verkäufer 500 Gulden bietet, glaubt der Schmied, Peter habe den Pfarrer bestohlen. Schnell spricht sich diese Kunde herum, und das aufgebrachte Volk will den vermeintlichen Räuber lynchen. Pfarrer Benedikt kann in letzter Minute verhindern, dass das Schlimmste geschieht. Nun bleibt ihm nichts anderes mehr übrig, als mit der vollen Wahrheit herauszurücken. Sofort springt der Zorn der Bürger von Peter auf den Pfarrer über. Sie bezichtigen ihn des Betrugs und jagen ihn aus seinem Amt.
Pfarrer Benedikt ist seelisch aufgewühlt. Er will sich kurz unter der Linde beim Pfarrhaus ausruhen und schläft dabei ein. Ihm träumt, wie eine goldene Glocke – begleitet vom Gesange der Engel – im Kirchturm aufgehängt und geläutet wird. Als er erwacht und das Dorf verlassen will, weiß dies der Patronatsherr Baron von Lertingen zu verhindern. Als er nämlich die Geschichte mit den 500 Gulden gehört hatte, kaufte er selbst eine Glocke und ließ sie auf dem Kirchturm installieren. Die Dorfbewohner versöhnen sich mit ihrem Pfarrer. Das Singspiel endet mit einem Fest, bei dem die Glocke zur Ehre Gottes geweiht wird.

## Tonträger
Historische Gesamtaufnahme von 1936 auf zwei CDs mit Karl Hellmer, Liesl Tiersch, Ludwig Andersen, Anneliese Würtz, Richard Sengeleitner, Hildegard Erdmann und einem Orchester unter der Leitung von Franz Marszalek